# أرض المرأة
أرض المرأة هي مجتمع متعمد تنظمه الانفصاليات المثليات لإنشاء مساحة معادية للثقافة. متمحورة حول المرأة، دون وجود رجال. كانت هذه الأراضي نتيجة لحركة اجتماعية تحمل الاسم نفسه تطورت في السبعينيات في الولايات المتحدة، وأستراليا، ونيوزيلندا، وأوروبا الغربية. لا يزال الكثير منها موجوداً حتى اليوم. المجتمعات المحلية والمقيمون في أرض المرأة متشابكون بشكل فضفاض من خلال وسائل التواصل الاجتماعي؛ والمنشورات المطبوعة مثل الرسائل الإخبارية؛ والذرة: المجلة الدولية السحاقية؛ والموارد الطبيعية السحاقية، وهي مؤسسة غير ربحية تقدم الربح والموارد؛ والتجمعات الإقليمية والمحلية.
تمارس أراضي المرأة أشكالًا مختلفة من  الانفصالية السحاقية، وهي فكرة ظهرت نتيجة للحركة النسوية الراديكالية في أواخر الستينيات. إن انفصالية السحاقيات مبنية على فكرة أن المرأة يجب أن توجد منفصلة عن الرجل، اجتماعياً وسياسياً، من أجل تحقيق أهداف النسوية. توجد هذه المجتمعات الانفصالية كطريقة للنساء لتحقيق تحرير الإناث من خلال فصل أنفسهم عن المجتمع الأبوي السائد. لا يُسمح للرجال بالعيش في هذه المجتمعات، لكن القليل من الأراضي يسمح للرجال بزيارتها. تحظر بعض المجتمعات وجود الأطفال الذكور أو الأقارب الذكور.
أثارت أراضي المرأة مجموعة واسعة من الانتقادات، والتي تركز معظمها حول عدم قبول العديد من السكان للنساء المخنثين المغايرين جنسياً؛ واستبعاد النساء المتحولات جنسياً؛ والصراعات الأيديولوجية مع المجتمعات المحلية التي تشمل العنف والتهديد بالعنف الذي يستهدف سكان أراضي النساء؛ ومخاوف المجتمع المحلي بشأن زيادة رؤية السحاقيات. تشمل أمثلة الوقت الحاضر على أراضي المرأة الأرض الاجتماعية الإنمائية هوك هول، منزل سوزان ب. أنتوني التذكاري للاضطرابات (SuBAMUH) وقرية رغيف السكر للنساء. تواجه هذه المجتمعات اليوم تدهوراً مع تقدم المؤسسين في العمر، وهم يكافحون للتواصل مع الأجيال الشابة من النساء.

## المصطلح
استخدمت النسويات مجموعة متنوعة من التهجئات البديلة للنساء، أبرزها النساء. أشير إلى المجتمعات المتعمدة الانفصالية باستخدام هذه التهجئات البديلة، ومصطلحات أخرى، مثل أرض المرأة، أو أرض السحاقيات، أو أرض ويمين، أو مجتمعات الأرض، أو أراضي النساء. وبالمثل، يُطلق على الحركة الاجتماعية المرتبطة بها حركة الأرض النسائية، وحركة الأرض السحاقية، وحركة الأرض، وحركة الأراضي النسائية. تشير أرض النساء المفتوحة إلى الأراضي المفتوحة لأي أنثى للزيارة، أو الإقامة، أو بناء المنازل.

## السابقة التاريخية
سلف أرض المرأة وحركة أراضي المرأة في الولايات المتحدة هي التقديس، أو كومنولث المرأة، الذي تأسس في تكساس في أواخر سبعينيات القرن التاسع عشر. وصف مقال موجز نُشر في الدورية الانفصالية المثلية، أوستنديك (بالتناوب باسم أوستن دايك) في عام 1979، ثم أعيد طبعه في اتحاد الأخوات في عام 1980، وصف الكومنولث النسائي بأنه رائد لحركة الأرض السحاقية. من غير الواضح ما إذا كان أنصار التقديس قد أثروا في الحركة التي ازدهرت في السبعينيات والثمانينيات.
تأسست في أواخر سبعينيات القرن التاسع عشر إلى أوائل ثمانينيات القرن التاسع عشر،  كانت جماعة التقديس، التي عُرفت فيما بعد باسم كومنولث المرأة، بلدية نسائية قائمة على الأرض تأسست لأول مرة في بيلتون، تكساس. أُنشئ المجتمع في الأصل من قبل مارثا ماكويرتر ومجموعة دراسة الكتاب المقدس النسائية الخاصة بها على الأرض التي ورثت عندما توفي أزواج النساء أو غادروا المنزل. كان سكان الكومونة من النساء وأطفالهن المعالين؛ فرت العديد من النساء من المنازل المسيئة للانضمام إلى المجتمع. اعتنقت الأخوات الموجة الأولى من الأيديولوجيات النسوية، وسعت إلى تحقيق المساواة الروحية، والاقتصادية، والاجتماعية للمرأة. ولهذه الغاية، مارسوا العزوبة كوسيلة لتحرير النساء من التدهور الروحي للجماع بين الجنسين، والاحتياجات القمعية للأطفال وتربية الأطفال، وعنف الذكور. كان المؤمنون بالتقديس ناجحين اقتصادياً؛ أداروا عدة منازل داخلية، وفندِقين، وشَكَلوا شركات قابضة لإدارة ممتلكاتهم، وأَداروا مزرعتين لتوفير الطعام لغرف طعامهم المتعددة. في وقت من الأوقات، كان هناك ما بين 42 و50 عضوًا في السجل، بما في ذلك امرأة أمريكية من أصل أفريقي واحدة على الأقل يُعتقد أنها عبدة سابقة. في ثمانينيات القرن التاسع عشر، ألقى مواطنو بلتون باللوم على دعاة التقديس في ارتفاع معدلات الانفصال والطلاق، وتقويض معنى الزواج من خلال ممارستهم للعزوبة. في عام 1899، انتقلت البلدية بأكملها إلى واشنطن العاصمة حيث فتحت منازل داخلية، وفندقًا وشاركت في منظمات نسوية حضرية. توفي ماكويرتر في عام 1904، وبدأت البلدية في التدهور البطيء.

## الانتقادات

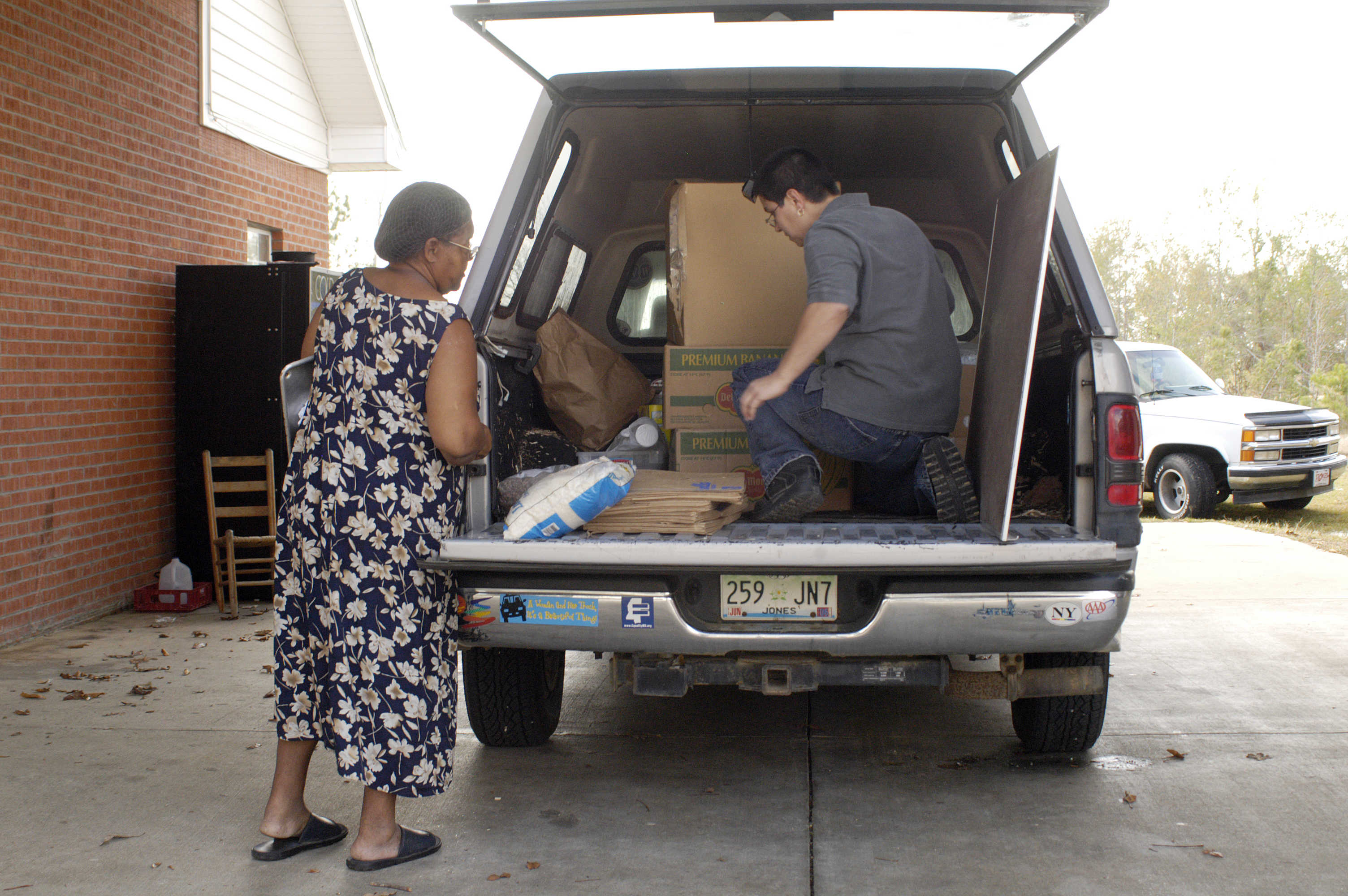
نوفمبر 2005 - تتحدث تيري فالنتي، المديرة المشاركة لمعسكر Sister Spirit إلى أحد أعضاء الكنيسة حول الإمدادات التي تتبرع بها هي وآخرون لمجتمع الكنيسة. قام أعضاء Camp Sister Spirit بتوفير المأوى والغذاء لسكان المنطقة المتضررين من إعصار كاترينا.

عادة ما تكون السحاقيات غير المتجانسات الأشخاص الوحيدين المسموح لهم بالانضمام إلى معظم أراضي النساء. انتُقدت هذه السياسة لاستبعادها النساء ذوات الميول الجنسية المثلية، والثنائية، والمتحولات جنسياً. في الماضي، تعرضت أراضي بعض النساء لانتقادات لاستبعادها النساء ذوات البشرة الملونة ومثليات الطبقة العاملة؛ كما اتهمت المجتمعات الانفصالية السحاقيات بأنها امتياز يُمنح فقط للقلة التي تستطيع تحمل أسلوب الحياة المنغلق.

### مهرجان امرأة ميشيغان الموسيقي
كان مهرجان امرأة ميشيغان الموسيقي مهرجانًا سنويًا للموسيقى النسائية يقام على مساحة 650 فدانًا من الأراضي المملوكة للقطاع الخاص بالقرب من هارت، بولاية ميشيغان.  تأسست في عام 1976 على يد ليزا فوجل، وكريستي فوجل، وماري كيندي، واستمرت مش فيست 40 عامًا حتى عام 2015. بدأ الجدل حول نية المهرجان بالسماح فقط للنساء المولودات من النساء المتطوعات والحاضرات في الحدث في عام 1991 واستمر حتى التجمع الأخير. من بين منتقدي وجهة نظر المهرجان الممثلة الكوميدية ليا ديلاري،  والموسيقيون إنديجو جيرلز وأَنتيجون رايزينج، والشاعرة أندريا جيبسون. قام الناشط المتحول الممثل الكوميدي ريد دركن بإنشاء عريضة مقاطعة ضد مهرجان امرأة ميشيغان الموسيقي على موقع Change.org في عام 2013.

### معسكر الروح الشقيقة
كان معسكر الروح الشقيقة، الواقع في جنوب ميسيسيبي في بلدة أوفيت، ملاذًا نسويًا مساحته 120 فدانًا أسسه الزوجان السحاقيات بريندا وواندا هينسون في يوليو 1993. بعد فترة وجيزة من بدء العمل في العقار، تعرض المخيم لانتقادات من قبل العديد من السكان المحليين وقادة المجتمع، بما في ذلك الوزراء المعمدانيين الجنوبيين، ونائب شريف مقاطعة جونز، مايرون هوليفيلد، والممثل الأمريكي مايكل باركر، الذين عقدوا اجتماعات جماهيرية كبيرة. وجمعوا تبرعات لجمع الأموال لإجبار المخيم على الإغلاق. قام القس جون س. ألين، الذي كان قسًا في رنجتون وهي بلدة قريبة من أوفيت، بالوعد والكتابة ضد معسكر الروح الشقيقة مشيرًا إلى مخاوف توراتية بشأن المثلية الجنسية. تلقى سكان الأرض تهديدات بالقنابل، وبريد الكراهية، والتخريب، والتهديدات بالقتل عبر الهاتف وأعمالًا إرهابية أخرى. قلل مسؤولو إنفاذ القانون المحليون من شأن التهديدات الموجهة إلى معسكر الروح الشقيقة وفشلوا في إجراء تحقيق مناسب.
في عام 1994، طلبت المدعية العامة آنذاك جانيت رينو من مكتب التحقيقات الفيدرالي (FBI) التحقيق في احتمالية وقوع أعمال عنف ضد معسكر الروح الشقيقية، وأرسلت لاحقًا وسطاء فيدراليين لمحاولة حل المشكلة. رفض معارضو معسكر الروح الشقيقة المشاركة في الواسطة؛ رفعت مجموعة دعوى قضائية ضد رينو، وأخرى ضد معسكر الروح الشقيقية. ظهر الصراع أيضًا في البرامج الحوارية وجلسة استماع في الكونجرس إذ جادل الجانبان في وجهات نظرهم المختلفة.
توفيت بريندا هينسون في عام 2008 وأغلق معسكر الروح الشقيقة بعد ذلك بعامين.